# Bjursjön, Jämtland
Bjursjön är en sjö i Bräcke kommun i Jämtland som ingår i Ljungans huvudavrinningsområde. Sjön är 12,6 meter djup, har en yta på 0,286 kvadratkilometer och är belägen 322,1 meter över havet. Sjön avvattnas av vattendraget Bjursjöbäcken.

## Delavrinningsområde
Bjursjön ingår i det delavrinningsområde (697486-151656) som SMHI kallar för Utloppet av Bjursjön. Medelhöjden är 372 meter över havet och ytan är 17,6 kvadratkilometer. Det finns inga avrinningsområden uppströms utan avrinningsområdet är högsta punkten. Bjursjöbäcken som avvattnar avrinningsområdet har biflödesordning 5, vilket innebär att vattnet flödar genom totalt 5 vattendrag innan det når havet efter 134 kilometer. Avrinningsområdet består mestadels av skog (87 procent). Avrinningsområdet har 0,37 kvadratkilometer vattenytor vilket ger det en sjöprocent på 2,1 procent.